# Tétraméthylplomb
Le tétraméthylplomb est un composé organoplombé. Il est notamment utilisé comme additif anti-cliquetis (en) pour l'essence. Son utilisation est progressivement supprimée pour des raisons environnementales.
L'Institut national pour la sécurité et la santé au travail (NIOSH) aux États-Unis a identifié le tétraméthylplomb comme un danger sur le lieu de travail. La limite d'exposition moyenne pondérée dans le temps recommandée est de 0,075 mg/m3 pendant une journée de travail de dix heures ; la limite d'exposition admissible OSHA est la même valeur en supposant une journée de travail de huit heures.
L'exposition au tétraméthylplomb peut affecter le système nerveux central, les reins et le système cardiovasculaire. Le tétraméthylplomb peut être absorbé par inhalation, par contact avec les yeux, par absorption cutanée et par ingestion. Les symptômes de l'exposition comprennent l'insomnie, le coma, les convulsions, la manie, le délire, la perte d'appétit, les nausées, l'hypotension, l'anxiété, l'agitation et les cauchemars. Les premiers soins en cas d'exposition comprennent la respiration artificielle, l'irrigation immédiate des yeux et le lavage immédiat à l'eau. Une attention médicale immédiate doit être recherchée en cas d'ingestion de tétraméthylplomb.

## Voir également
- Tétraéthylplomb